# Grotte de l'Arche
La grotte de l'Arche contient des peintures rupestres située sur le territoire de la ville de Cieza dans la région de Murcie,.
Cette grotte est un ensemble d'abris sous roche concentrés sous une grande arche rocheuse naturelle, à laquelle elle doit son nom, dans la zone naturelle protégée du Canyon de Almadenes. Elle abrite des peintures rupestres de thèmes variés de l'art levantin, d'Art schématique ibérique et de gravures, faisant partie de l'ensemble de l'Art rupestre du bassin méditerranéen de la péninsule Ibérique déclaré patrimoine mondial par l'UNESCO en 1998 (réf. 874-443.444). Il est protégé comme Bien d'intérêt culturel depuis 1985 (RI-51-0009604).

## Découverte
En 1992, le groupe Almadenes a découvert un ensemble d' art rupestre paléolithique dans deux de ses cavités. Dans le premier d'entre eux, situé en travers de l'arc de pierre (Arco I), se trouvent quatre  figures réalisées au pinceau avec des épaisseurs différentes, à des hauteurs et des sections différentes, deux sur la paroi droite et deux sur la paroi gauche, le long des 16 m de longueur de la galerie : 
- Silhouette de profil d’un cheval regardant vers la droite.
- Silhouette de profil d’une tête de cheval regardant à gauche.
- Trois fines lignes ondulées de développement vertical parallèle reliées par leurs extrémités supérieures et éventuellement aussi par leur zone inférieure.
- Silhouette de profil d’un cerf regardant vers la droite. Il est situé plus profondément dans la cavité.

Dans la deuxième cavité (Arco II), située sur le côté gauche du complexe Arco I, un total de 27 figures d'art pictural sont représentées, réalisées au pinceau et par pulvérisation : 
- Silhouettes de deux têtes capridées vues de face. La qualité esthétique des deux est excellente et ils font preuve d’un grand réalisme. La représentation frontale de ce type d’art est quelque chose de si inhabituel qu’elle donne une valeur ajoutée à ces deux représentations.
- 23 figurines réalisées par technique de pulvérisation. Ils sont représentés dans la voûte de la cavité, avec des contours mal définis et des tailles variées.
- Signe unique ou composition de deux. Ils semblent avoir formé un ovale fendu réuni à sa base à la zone inférieure du panneau.
- Signe de deux lignes presque droites qui convergent à leurs extrémités, pointant par leur union vers les têtes des capridés. Il est situé en plein centre de la voûte qui recouvre la chambre, étant le centre de toute la composition.

## L'incendie de 2015
En août 2015, un incendie provoqué par la foudre a dévasté une grande partie de la zone autour de Cieza , atteignant la zone de Los Losares et affectant directement et uniquement la Cueva del Arco, sans endommager le reste des grottes paléolithiques de la zone. Les techniciens de l'Unité d'urgence du patrimoine culturel ont estimé que l'endroit avait dû atteindre des températures supérieures à 600 degré Celcius ait été endommagé. Des pins et des arbustes ont été partiellement brûlés, modifiant considérablement le paysage depuis lors, mais il a été constaté que les peintures n'avaient pas subi de dommages.

## Le site archéologique
Lors d'une visite effectuée en 2014, dans l'une des cavités dont les sédiments avaient été enlevés par des animaux, des restes d'industrie lithique ont été détectés, mettant en évidence une nappe de silex d'aspect paléolithique clair. La découverte de ces matériaux a considérablement modifié la vision du site, passant d'un lieu uniquement d'art rupestre à un lieu de manifestations artistiques et d'occupations archéologiques paléolithiques, ce que l'on ne trouve généralement pas dans la péninsule méditerranéenne. Dans le but de connaître la formation du gisement et l'éventuelle séquence archéologique du site, et malgré l'incendie subi trois mois auparavant, en novembre 2015 ont commencé les fouilles de la Cueva del Arco, documentant une vaste séquence archéologique qui s'étend du Néolithique ancien au Paléolithique moyen. La pertinence de ces résultats a confirmé la nécessité de poursuivre les fouilles systématiques, qui se poursuivent encore aujourd'hui.
L'importance du site réside dans la qualité et le caractère unique de ses découvertes, ainsi que dans la grande quantité de données inédites obtenues, dont l'étude aide à comprendre plus en détail différents aspects des modes de vie des groupes humains qui habité cet endroit.
Les découvertes faites jusqu'à présent ont confirmé non seulement des niveaux d'occupation du Paléolithique supérieur, chronologiquement concomitants aux peintures, mais aussi plus tardifs, du Néolithique ancien(7.000 ans), du Solutréen (21.000 ans), du Gravettien (30.000 ans) et du Moustérien (50.000 ans)), confirmant que nous sommes face à l'un des rares sites de la péninsule méditerranéenne dans lequel il peut être documenté la transition entre les Néandertaliens et les Homo sapiens.

## La découverte
Le 3 février 2023, dans la Cueva del Arco, a été rendue publique la découverte d'une nouvelle cavité mesurant des kilomètres et des voûtes atteignant 20 m de haut, complètement intacte et scellée pendant des dizaines de milliers d'années . Elle a été cataloguée comme une « cavité unique » par José María Calaforra, professeur de géodynamique externe à l'Université d'Almería .
Lors des premières prospections, des griffes d'ours des cavernes (Ursus spelaeus) ont été détectées sur de nombreuses parois, ce qui est très rare sous des latitudes aussi au sud de l'Europe et même des minéraux inconnus à ce jour. Elle a été considérée par les experts comme la plus grande découverte géo-spéléologique des dernières décennies.